# 링 네트워크

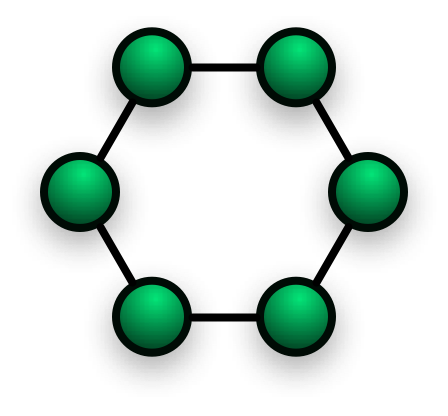
링 네트워크 배치 이미지

링 네트워크(Ring Network)는 네트워크 토폴로지(Network Topology)의 한 방법으로서 각각의 노드는 양 옆의 두 노드와 연결하여 전체적으로 고리와 같이 하나의 연속된 길을 통해 단방향으로 통신을 하는 망 구성 방식이다. 데이터는 노드에서 노드로 이동을 하게 되며 각각의 노드는 고리모양의 길을 통해 패킷을 처리한다. 링 토폴로지는 어떤 두 노드간에 오직 하나의 길을 제공하기 때문에 링 네트워크는 단 하나의 연결 오류만으로도 전체의 연결이 끊기게 된다. 노드의 고장이나 케이블의 끊김은 링에 연결된 모든 노드들을 고립시킨다. FDDI 네트워크는 데이터를 시계 방향과 반시계 방향의 두 고리로 전달함으로써 이러한 취약성을 극복하게 된다. 즉, 데이터의 끊김이 발생하는 경우, 데이터가 케이블의 끝까지 도달하기 전에 보조 고리로 다시 감싼다. 결과적으로 “C-형태의 고리”을 따라 모든 노드의 연결이 유지된다. 많은 링 네트워크는 예비 토폴로지를 구성하기 위해서 “시계방향 링”을 추가한다. 이러한 “이중 링”방식에는 Spatial Reuse Protocol, Fiber Distributed Data Interface(FDDI) 그리고 Resilient Packet Ring 같은 것이 있다.

## 장점
- 모든 장치들이 토큰에 접근할 수 있으며 전송할 수 있는 기회를 갖게 되는 매우 순차적인 네트워크.
- 네트워크의 부하가 심한 경우에 버스 토폴로지보다 성능이 우수함.
- 컴퓨터간의 연결을 관리하기 위한 네트워크 서버가 불필요.

## 단점
- 하나의 동작 오류나 포트의 불량은 전체망의 문제를 일으킴
- 장치들을 옮길 때나 추가, 변경시 네트워크에 영향을 끼침.
- 네트워크 어댑터 카드나 MAU가 이더넷 카드나 허브보다 훨씬 비쌈
- 일반적인 부하 환경에서는 이더넷 망보다 느림.

## 다른 토폴로지
- 스타 토폴로지
- 버스 토폴로지
- 메시 토폴로지
- 트리 토폴로지
- 하이퍼트리 네트워크

## 같이 보기
- 네트워크 토폴로지
- 트리 구조